# Den russisk-svenske krig (1741-1743)
 For alternative betydninger, se Den russisk-svenske krig. (Se også artikler, som begynder med Den russisk-svenske krig)
Den russisk-svenske krig 1741–1743 kaldes på svensk hattarnas ryska krig. Krigen blev fremprovokeret af "Hattene", som var betegnelsen for et svensk politisk parti, som søgte at genvinde de områder, der var tabt til russerne ved freden i Nystad (1721) efter Store Nordiske Krig. De blev tilskyndet af fransk diplomati, som var interesseret i at aflede Ruslands opmærksomhed fra at støtte landets traditionelle allierede Østrig i den østrigske arvefølgekrig.
Da 8.000 svenske og finske soldater stod ved den russiske grænse i nærheden af Lappeenranta (Villmanstrand) og Hamina (Frederikshamn), erklærede Sverige krig den 8. august 1741. Målet med disse manøvrer var at true Sankt Petersborg og forberede et statskup i Rusland, som skulle vælte det pro-østrigske regime under tsarina Anna Ivanovna. Kuppet fandt sted i december 1740, men den nye zarina, Elizabeth, holdt ikke sit løfte om at tilbagelevere de baltiske provinser til Sverige og fortsatte energisk krigen under vejledning fra sin østrigskvenlige kansler Aleksej Bestuzjev.
Truslen mod den russiske hovedstad var afværget allerede den 3. september 1741, da 20.000 russere under feltmarskal Peter Lacy rykkede fra Vyborg (sv: Viborg, fi: Viipuri) mod Lappeenranta (sv: Villmanstrand) og tilføjede den svenske general Charles Emil Lewenhaupt et stort nederlag. I juni 1742 havde den 35.000 mand store russiske hær fordrevet 17.000 svenskere fra Hamina (sv: Frederikshamn). Efterhånden som krigen udviklede sig, blev Lewenhaupts stilling uholdbar, og han blev tvunget til at trække sig tilbage mod Helsinki (sv: Helsingfors). I august 1743 erobrede Lacy Porvoo (sv: Borgå) og Savonlinna (sv: Nyslott) og omringede hele den svenske hær i nærheden af Helsinki, hvor han modtog Lewenhaupts kapitulation den 4. september.
Så snart kampene ophørte, og den russiske hær gik ind i Turku (sv: Åbo), ankom statsmændene Alexandr Rumjantsev og Ernst Nolken i byen for at forhandle en fredsaftale.
Tsarinaen lovede at fjerne sin hær fra Finland på betingelse af, at Adolf Frederik af Holsten-Gottorp — dvs. hendes udpegede efterfølger Peter 3. af Ruslands onkel – skulle udnævnes til svensk tronarving. Svenskerne gik ind på hendes forslag i håb om, at Adolf Frederik ville være i stand til at opnå bedre fredsvilkår med hende. Elizabeth ville også have, at russiske styrker skulle besætte Sverige for at sikre, at Adolf Frederik blev valgt, men den plan mødte indædt modstand fra de svenske repræsentanter og blev opgivet.
Mens fredsforhandlingerne trak ud, ødelagde den russiske flåde en svensk eskadre i nærheden af øen Korpo (fi: Korppoo). Måneden efter indskibede Lacy, som havde gennemført tilsvarende operationer under Store Nordiske Krig, sig i Kronstadt med henblik på at gennemføre en landgang i selve Sverige. Da flåden nærmede sig Umeå, kom nyheden om, at freden i Åbo var undertegnet, og at Sverige afstod et landområde nordvest for Sankt Petersborg med byerne Lappeenranta og Hamina til Rusland. Kymijoki-floden skulle danne en del af grænsen mellem de to lande. Traktaten markerede en yderligere nedgang i Sveriges status som stormagt i Nordeuropa. Det afståede område blev lagt sammen med det, som var vundet ved Freden i Nystad (fi: Uusikaupunki) i 1721, til guvernementet Vyborg. De blev senere indlemmet i Storhertugdømmet Finland i 1812.
Den svenske general Lewenhaupt blev henrettet for sin dårlige ledelse af krigen.